# بيير إيبارا
بيير إيبارا (بالإسبانية: Pierre Ibarra)‏ هو لاعب كرة قدم مكسيكي، ولد في 18 يناير 1983 في كولياكان في المكسيك. لعب مع نادي مونتيري ونادي نيكاكسا.

## وصلات خارجية
- بيير إيبارا على موقع قاعدة بيانات كرة القدم.إي يو (الإنجليزية)
- بيير إيبارا على موقع Soccerway.com (الإنجليزية)